# Next generation network
Pour les articles homonymes, voir NGN.
Next generation network ou NGN (littéralement « réseau de nouvelle génération ») est une expression fréquemment employée dans l'industrie des télécommunications, notamment depuis le début des années 1990. Le terme désigne l'architecture d'un réseau d'opérateur de téléphonie dont le plan de transport est en mode paquet, et se substitue au réseau téléphonique commuté. L'opérateur dispose d'un cœur de réseau unique qui lui permet de fournir aux abonnés de multiples services (voix, données, contenus audiovisuels…) sur différentes technologies d'accès fixes et mobiles.
Ce type d'architecture a fait l'objet de travaux de normalisation formelle, au niveau international au sein de l'ITU-T, au niveau régional au sein de l'ETSI en Europe (voir ci-dessous) ou de l'ATIS (en) en Amérique du Nord, et au sein de divers forums comme le 3GPP ou l'IETF pour certains aspects spécifiques. 
Autrement, NGN est également utilisé très souvent à des fins commerciales par les opérateurs et les fabricants (voir section "Autres sens possibles") pour rendre compte de la nouveauté d'un réseau ou d'un équipement de réseau.

## Architecture
Les réseaux de nouvelle génération reposent sur les technologies Internet, notamment le protocole Internet (IP). Au niveau de la signalisation, différents protocoles sont utilisés : H.323, MGCP, et surtout SIP (Session Initiation Protocol).
Le NGN repose sur une architecture Softswitch/ passerelle. Le softswitch est une application qui traite la signalisation téléphonique dans le réseau NGN, et à ses frontières. Une fonction importante du Softswitch est de gérer l’interconnexion avec les autres réseaux téléphoniques, via les passerelles de signalisation et les passerelles multimédias.

## Travaux de normalisation

### À l'UIT-T
Au sein de l'UIT, le groupe d'étude no 13 (SG13) a la responsabilité de mener les travaux de normalisation d'une architecture dite "réseaux de nouvelle génération" (NGN). 
D'une manière générale, le terme NGN dans ce contexte fait référence à l'évolution du réseau fixe ou mobile d'un opérateur d'une technologie traditionnelle basée sur la commutation de circuits à la technologie basée sur la commutation de paquets. 
L'objectif pour l'opérateur est de réaliser des économies en ayant à terme un seul réseau pouvant supporter différents services (voix et transmissions de données, fixes et mobiles), alors qu'assez souvent aujourd'hui les grands opérateurs doivent exploiter, maintenir et faire évoluer en parallèle plusieurs réseaux basés sur des technologies disparates (quasiment un réseau par type de service). 
L'objectif pour l'opérateur est également d'être en mesure de proposer à ses clients de nouveaux services, plus rapidement qu'auparavant, avec une plus grande souplesse vis-à-vis du réseau d'accès utilisé fixe ou mobile.
Pour l'ITU-T, un réseau NGN est un réseau qui remplit les conditions générales suivantes :
- Le réseau est en mesure d'assurer des services de télécommunication au public (notion de réseau d'opérateur titulaire d'une licence)
- Son plan de transfert est exploité en mode paquet (IP…)
- Il peut utiliser de multiples technologies de transport à large bande, pourvu qu'elles soient capables d'assurer une qualité de service de bout en bout.
- Les fonctions liées aux services sont indépendantes des technologies sous-jacentes liées au transport. Les fonctions sont bien définies et dialoguent entre elles par des interfaces normalisées. Le but est d'améliorer l'évolutivité du réseau, ce que ne permettent pas de faire aujourd'hui les commutateurs monolithiques du RTC.
- Il permet un accès non restreint par les utilisateurs aux opérateurs de leur choix (notion d'interopérabilité et de libre concurrence) et à de multiples services (concept de réseau unique polyvalent)
- Il peut supporter de multiples technologies d'accès (le dernier kilomètre peut être DSL, fibre optique, câble, Wimax…)
- Il prend en charge la notion de mobilité généralisée (accès aux services et cohérence des services quel que soit le lieu ou la technologie d'accès fixe ou mobile)
- Il assure l'interfonctionnement avec des réseaux basés sur des technologies anciennes (ex. commutation de circuits) par l'intermédiaire d'interfaces ouvertes
- Il permet à l'opérateur de satisfaire à ses obligations réglementaires : appels d'urgence, sécurité, confidentialité, interceptions légales, etc.

### À l'ETSI
L'ETSI est également impliqué dans le travail de normalisation des réseaux NGN avec le projet TISPAN ("Telecoms-Internet converged Services and Protocols for Advanced Networks) sur lequel intervient 8 groupes de travail. 
Les travaux de l'ETSI sur TISPAN et ceux de l'ITU-T ont globalement les mêmes objectifs. Ils sont coordonnés via un officier de liaison. L'ETSI effectue aussi des contributions importantes à l'ITU-T dans la phase de finalisation des spécifications de l'ITU-T.

## Nouvelle Génération: autres sens possibles
Beaucoup d’innovations se produisent dans les télécommunications. Il peut s'agir d’innovations incrémentales légères. Il peut s'agir aussi de véritables ruptures technologiques capables de modifier profondément l'économie des réseaux, d'entrainer une série d’innovations dans les services et par conséquent de bouleverser les parts de marché et les positions concurrentielles. On parle dans ce dernier cas de "nouvelle génération" de réseau. 
De manière générale, un réseau "de nouvelle génération" est un réseau basé sur une nouvelle technologie qui, selon ses partisans, sera adoptée de façon généralisée dans les 5 ou 10 prochaines années, par opposition à la technologie de réseau actuellement en place, considérée comme en voie d'obsolescence, et dans certains cas par opposition à d'autres nouvelles technologies concurrentes.
Cette expression est très fréquemment employée par exemple dans le domaine des services mobiles où l'on a déployé depuis la fin des années 1980 des réseaux dits "de deuxième génération" (normes GSM, CDMA…), plus récemment des réseaux dits "de troisième génération" 3G (UMTS, CDMA 2000…) au moment même où l'on commence à tester des technologies telles que WiMax et LTE candidates pour les réseaux dits "de quatrième génération" 4G. 
Réseau NGN, réseau de nouvelle génération, réseau de prochaine génération et bien d'autres expressions similaires tentent de rendre compte de la nouveauté d'un produit ou d'une solution technique. Ces expressions sont fréquentes dans le discours marketing des opérateurs et des industriels. Les anglo-saxons les désignent d'ailleurs sous le terme générique de buzzword, littéralement un « mot qui sonne bien ».